# 野口のぞみ
野口 のぞみ（のぐち のぞみ、1983年12月6日 - ）は、長崎県出身の元女子競輪選手。現役時代は日本競輪選手会長崎支部所属、ホームバンクは佐世保競輪場。日本競輪学校（当時。以下、競輪学校）第110期生。師匠は米嶋賢二（77期）。

## 経歴
小学校のときからバレーボールを始め、九州文化学園高等学校時代には2000年春高バレー優勝、2001年第56回国民体育大会バレーボール競技優勝という実績を残した。社会人になってからテレビでガールズケイリン1期生を見て、自分も挑戦してみたくなり競輪選手を目指したという。
その後、大谷競輪選手養成所でのトレーニングを経て、2014年12月24日、競輪学校第110回適性試験に合格。在校競走成績は16位（5勝）。
2016年7月2日、静岡競輪場でデビューし6着。初勝利は同年7月25日の別府競輪場、初優勝は2018年7月13日の防府競輪場で挙げた。
2022年7月14日、選手登録消除。通算戦績は、285戦36勝、優勝3回。